# Lorfou
Lorfou, Alternativtitel Délit de fuite, ist ein französischer Kriminalfilm von Daniel Duval aus dem Jahr 1986 nach einem Roman von Patrick Pesnot.

## Handlung
In einem Wald nahe der Stadt Lorfou haben sich junge Leute in einer Art Kommune zusammengefunden und in einem leerstehenden, schwer zugänglichen Haus eingerichtet. Sie leben dort mit ihren Kindern, halten Ziegen, Hühner und Esel und führen ein friedliches Leben. Allerdings hat ihr Anführer Angelo Corso Kontakte zu einer anarchistischen Zelle im Ort, und im Haus gibt es ein Waffendepot. Für die Gemeinde und die Polizei ist die Kommune eine Provokation. Als die Polizei mit einem Räumungsbeschluss anrückt, eskaliert die Situation, es fallen Schüsse, Angelo wird in Handschellen abgeführt, kann aber aus der Haft entkommen. Um Geld zu beschafften, beschließt man, einen Supermarkt auszurauben. Der Anschlag ist aber so dilettantisch geplant, dass die Polizei sofort zur Stelle ist. Es entwickelt sich eine wilde Schießerei, bei der sowohl Polizisten als auch einige jugendliche Attentäter zu Tode kommen. Die meisten aber können fliehen, und die Gruppe löst sich auf. Angelo geht mit dem jungen Jef auf die Fluch und bringt ihn zunächst bei seinem Freund und Mentor in der Stadt unter. 
Polizeiinspektor Massin ist fest entschlossen, Angelo zu fassen. Brutal und wenig zimperlich nimmt er mögliche Zeugen ist Verhör. Die Jagd nach Angelo entwickelt sich mehr und zu einem persönlichen Rachefeldzug. Auch den Vater Jefs, der sich selbst auf die Suche nach seinem Sohn macht, und der das Schlimmste befürchtet, setzt er massiv unter Druck. Angelo – um sich Geld zu beschaffen – hat inzwischen einen Laden überfallen, die Verkäuferin Odette als Geisel genommen, und er verbringt die Nacht mit ihr. Fasziniert von dem jungen Mann, hilft sie ihm schließlich zu fliehen. Er gerät in einen Hinterhalt der Polizei, wieder fallen Schüsse und ein Polizist stirbt. Angelo nimmt erneut Kontakt zu einem Mann aus der linksradikalen Gruppe auf, der ihn aber kalt fallen lässt. Er stiehlt ein Auto, es kommt zu einem Zusammenstoß mit einem Polizeiauto, wieder sterben Polizisten. Angelo und Odette können aber entkommen. Die Situation erscheint jetzt aussichtslos. Sie kehren zurück in das Haus im Wald, die Polizei ist ihnen weiter auf dem Fuß. Es kommt schließlich zu einer wilden Schießerei, bei dem wohl das Sprengstoffdepot im Haus getroffen wird. Das Haus mit Angelo und Odette geht in Flammen auf.

## Produktion
Das Drehbuch beruht auf dem gleichnamigen Debütroman von Patrick Pesnot, der in der französischen Krimiserie Série noire bei Gallimard unter dem Pseudonym Georges Patrick erschienen ist. Die Produktionsgesellschaft Hamster Productions schlug Danuel Duval eine Verfilmung des Buchs vor. Duval akzeptierte, erarbeitete das Drehbuch und führte Regie. Die Hauptrolle besetzte er mit Niels Arestrup, der bereits in seinem Film La Dérobade eine kleine Nebenrolle gespielt hatte. Arestrup, so der Regisseur, habe viel zur Figur Angelos beigetragen, „der von allen verlassene Robin Hood, der geglaubt hat, er handele für eine gerechte Sache und der weiß, das sein Abenteuer ohne Ausweg ist“.

## Veröffentlichung
Der Film wurde erstmals am 28. März 1987 innerhalb der französischen Fernsehserie Série noire, in der Romane aus der gleichnamigen Buchreihe verfilmt wurden, auf TF1 ausgestrahlt. Am 11. Januar 1988 lief er in RTL plus in einer gekürzten Fassung. Der Film wurde unter wechselnden Titeln in Frankreich und in Deutschland als DVD herausgebracht. 1988 veröffentlichte Édition Proserpine eine DVD unter dem Titel Délit de fuite, Dauer 90 Minuten. 2018 erschien in Deutschland eine DVD in einer gekürzten Fassung unter dem Titel Ransom – Jenseits der Gesetze und 1988 eine weitere DVD bei Deutsche Austrophon mit dem Titel Menschenjagd, Uncut Edition (Länge 71 Minuten), die in Kooperation mit Radio Suisse Romande und RTL produziert wurde.

## Kritik
Jean-Louis Mingalon von Le Monde bezeichnet den Film als sehr viel düsterer als die Romanvorlage. Der Film zeichne die letzte Phase im Leben Angelos nach, ein atemloser Parcours von der Utropie in den Tod. Allein die eingestreuten Szenen voller Zartheit in diesem Milieu von Gewalt und erstickender Unterdrückung mache ihn erträglicher.